# Umai
Umai, también conocido como Ymai o Mai, es la diosa madre de los siberianos. Se la representa como tener sesenta trenzas doradas, que se parecen a los rayos del sol. Se cree que una vez fueron idénticos a Ot de los mongoles. La diosa hindú Umá también puede ser la misma que Umai.